# ادوارد بوی
ادوارد بوی (انگلیسی: Edward Boye؛ زادهٔ ۱۹۴۶) بازیکن فوتبال اهل غنا بود.
وی همچنین در تیم ملی فوتبال غنا بازی کرده‌است.